# 타왕 사원

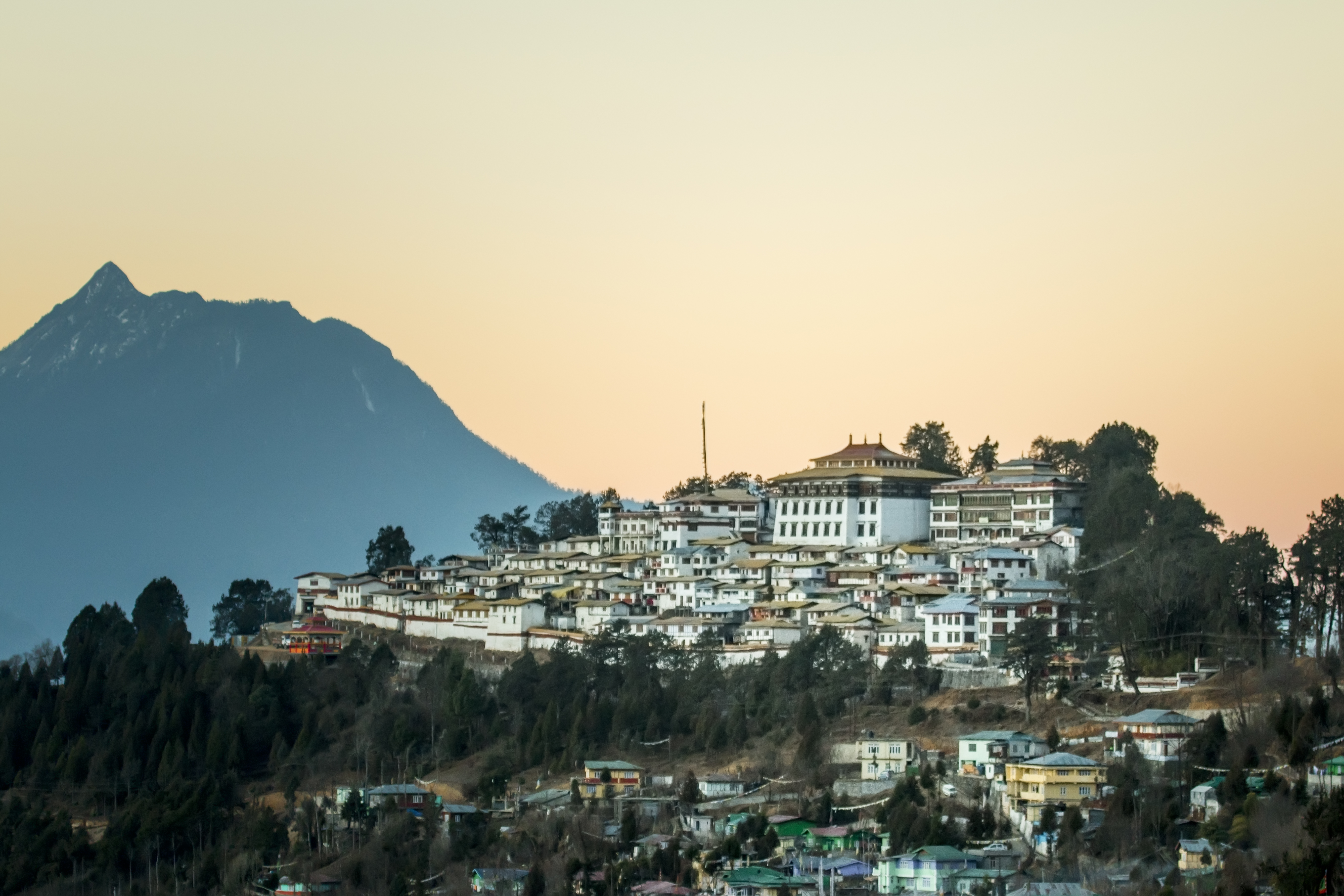

타왕 사원은 제5대 달라이 라마의 뜻에 따라 세워진 겔룩파의 사원으로 타왕에 있다.

## 같이 보기
- 포탈라궁